# Credo in Us
Credo in Us es una obra musical del compositor de música experimental estadounidense, escritor y artista visual John Cage. Fue escrita en julio de 1942 y revisada en octubre de aquel año. Fue realizada a raíz del ataque de Pearl Harbor por tropas japonesas, sin embargo, en ésta el compositor evitó las tendencias populistas de otros colegas compositores de Estados Unidos en ese tiempo. El título de la pieza está pensado para ser un llamado a la unidad colectiva. 
Con un estilo que hace referencia a "una pequeña obra dramática para Dos Personajes", Cage la describió como "una suite de un carácter satírico". Fue compuesta para acompañar la coreografía de una pieza de danza contemporáneo realizada por su compañero y colaborador Merce Cunningham y por el coreógrafo Jean Erdman, quien interpretó la pieza en su estreno en la Universidad de Bennington, Vermont, el 1 de agosto de 1942. 

## Instrumentación
A diferencia de otros trabajos para percusión de John Cage, Credo in Us utiliza inusuales muestras de sonido grabado de otras obras, fragmentos de emisiones radiofónicas, música popular, latas de lata y tom toms.
La instrumentación para la interpretación original incluía a cuatro intérpretes: un pianista; dos percusionistas que tocan gongs con sordina, latas de lata, un zumbador eléctrico y tom-toms; y un cuarto intérprete que opera un sintonizador de radio y un fonógrafo. Para el fonógrafo, Cage sugiere utilizar algo "clásico" como Dvořák, Beethoven, Sibelius o Shostakovich; y para la radio, utilizar cualquier estación pero evitar programas noticiosos en el caso de una "emergencia nacional".
Jean Erdman recuerda que para la primera interpretación fue utilizado un 'piano alterado' —uno de los pianos preparados de Cage, aunque al pianista también se le sugiere que toque la caja de resonancia del instrumento como una percusión.

## Estructura
Cuatro “Facades” tutti están separadas por tres “Progresiones”. Las Facades presentan el uso de polirritmias que crean un denso y cacofónico paisaje sonoro, especialmente cuando el fonógrafo o la radio están sonando. La Primera Progresión, una canción de vaqueros (y el primer de dos solos extendido de piano), era un solo para Cunningham. La Segunda Progresión, un solo para Erdman, utiliza un ritmo “indio” para el tom-tom como fondo. La Tercera Progresión, un dúo para los bailarines, está puesto como un “boogie-woogie” extendido en un solo de piano. La obra finaliza de la misma manera en que empieza, con un solo para el fonógrafo/intérprete radiofónico. 

## Contexto histórico
Mirando Credo en Us a través de la lente de la historia,  somos capaces de verla como un microcosmos de la producción de Cage. Muchas características típicas del compositor se encuentran en este trabajo: el uso de piano y percusión para acompañar un baile; el uso de sonidos radiofónicos y electrónicos (presagiando muchos trabajos más tardíos, incluyendo Radio Music y Imaginary Landscape No. 4); y la inclusión de acontecimientos aleatorios (con la sintonización en vivo de la radio) son todas representativas de la estética de Cage.

## Grabaciones
- John Cage: Music for Percussion Quartet Mainz Percussion Ensemble (WWE1CD 20015)
- Credo in us...: More Works for Percussion Quatuor Helios (ASIN: B00005OCG3)
- Credo in Us' Musica Negativa, conducted by Rainer Riehn
- Will You Give Me to Tell You (ASIN: B0000E69JQ)